# Campbell (Texas)
Campbell è un centro abitato degli Stati Uniti d'America situato nella contea di Hunt dello Stato del Texas.
La popolazione era di 638 persone al censimento del 2010.

## Geografia fisica
Campbell è situata a 33°09′13″N 95°57′08″W (33.153568, -95.952193).
Secondo lo United States Census Bureau, ha un'area totale di 2,3 miglia quadrate (5.9 km²).

## Società

### Evoluzione demografica
Secondo il censimento del 2000, c'erano 734 persone, 284 nuclei familiari e 209 famiglie residenti nella città. La densità di popolazione era di 320,4 persone per miglio quadrato (123,8/km²). C'erano 308 unità abitative a una densità media di 134,4 per miglio quadrato (51,9/km²). La composizione etnica della città era formata dal 93,19% di bianchi, lo 0,82% di afroamericani, l'1,63% di nativi americani, il 2,45% di altre razze, e l'1,91% di due o più etnie. Ispanici o latinos di qualunque razza erano il 4,36% della popolazione.
C'erano 284 nuclei familiari di cui il 32,0% aveva figli di età inferiore ai 18 anni, il 63,0% aveva coppie sposate conviventi, l'8,1% aveva un capofamiglia femmina senza marito, e il 26,4% erano non-famiglie. Il 23,9% di tutti i nuclei familiari erano individuali e il 10,2% aveva componenti con un'età di 65 anni o più che vivevano da soli. Il numero di componenti medio di un nucleo familiare era di 2,58 e quello di una famiglia era di 3,08.
La popolazione era composta dal 25,9% di persone sotto i 18 anni, il 7,4% di persone dai 18 ai 24 anni, il 27,7% di persone dai 25 ai 44 anni, il 24,9% di persone dai 45 ai 64 anni, e il 14,2% di persone di 65 anni o più. L'età media era di 38 anni. Per ogni 100 femmine c'erano 98,4 maschi. Per ogni 100 femmine dai 18 anni in giù, c'erano 95,7 maschi.
Il reddito medio di un nucleo familiare era di 37.115 dollari e quello di una famiglia era di 46.397 dollari. I maschi avevano un reddito medio di 27.500 dollari contro i 20.893 dollari delle femmine. Il reddito pro capite era di 16.422 dollari. Circa il 9,2% delle famiglie e l'8,9% della popolazione erano sotto la soglia di povertà, incluso il 13,2% di persone sotto i 18 anni e il 14,3% di persone di 65 anni o più.